# Памятник Ленину (Челябинск)
Памятник Владимиру Ильичу Ленину — скульптура, являющаяся основной композицией центральной площади города Челябинска — Площади Революции. Объект культурного наследия Российской Федерации.

## Авторы
- Автор и скульптор: Виталий Семенович Зайков и Лев Николаевич Головницкий.
- Архитектор: Евгений Викторович Александров.

## Композиция
Скульптура в 5 метров отлита из бронзы и установлена на гранитный постамент с трибуной около 10 метров. На постаменте выбита надпись «В. И. Ленину от трудящихся Челябинска». Памятник В. И. Ленину выполнен в движении. Бронзовая скульптура была отлита в Ленинграде на заводе Монументскульптура. До настоящего времени (2015) памятник Ленину на площади Революции Челябинска является одним из самых крупных монументов основателю Советского государства. 

## История
Появление в Челябинске еще одного памятника В. И. Ленину должно было совпасть с подготовкой к празднованию 40-летней годовщины Великой октябрьской социалистической революции. В объявленном конкурсе участвовало 18 проектов, в том числе и проект Челябинского скульптора Л. Н. Головницкого. После двух туров конкурса первое место досталось дуэту из Челябинска: Головницкий — Александров и примкнувшему к ним как соавтор скульптору В. С. Зайкову. Виталий Зайков первым в истории предложил идею создания памятника динамического Ленина — Ленина в движении. Затем этот тренд в своём творчестве повторяли другие скульпторы по всему СНГ.
5 ноября 1957 года на площади Революции состоялась закладка памятного камня с пояснением, что вскоре на этом месте появится памятник «великому основателю Советского государства». Памятник был торжественно открыт 5 ноября 1959 года. В 70-х годах XX века, после реконструкции, увеличили ширину постамента. Последняя на данный момент реконструкция монумента состоялась в 2020 году. Предыдущая реконструкция проходила в 2001 году. Несмотря на поднимавшиеся вопросы о переносе монумента с главной площади Челябинска, постановлением Губернатора Челябинской области П. И. Сумина, памятник поставлен на государственную охрану.